# 恩戈澤羅湖
恩戈澤羅湖是俄羅斯的淡水湖，位於卡累利阿共和國，是卡累利阿共和國北部的旅遊熱點，長36.4公里、闊7.9公里，面積122平方公里，平均深度4.5米，最大深度18米，湖中有144個島嶼。